# Albion Ademi
Albion Ademi (Turku, Finlandia; 19 de febrero de 1999) es un futbolista finlandés. Su posición es delantero y su club es el Tianjin Jinmen Tiger de la Superliga de China.

## Trayectoria

### Djurgårdens IF
El 22 de enero de 2021 se dio a conocer su llegada al Djurgårdens IF firmando un contrato hasta el año 2024.

### FC Lahti
El 25 de marzo de 2022 se hizo oficial su llegada al FC Lahti a préstamo. Su primer partido con el equipo fue el 2 de abril en liga ante el IFK Mariehamn arrancando como titular y completando todo el encuentro que terminaría empatado a cero goles.
En 2023 jugó cedido en el IFK Värnamo y de cara a 2024 fue adquirido en propiedad. Sin embargo, en febrero de ese año se fue al Tianjin Jinmen Tiger en la que era la venta más cara en la historia del club.

## Selección nacional

### Participaciones en selección nacional
| Torneo                                                                         | Categoría | Sede       | Resultado      | Partidos | Goles |
| ------------------------------------------------------------------------------ | --------- | ---------- | -------------- | -------- | ----- |
| Ronda Élite de clasificación para el Campeonato Europeo Sub-17 de la UEFA 2016 | Sub-17    | Inglaterra | No clasificó   | 3        | 0     |
| Campeonato Europeo de la UEFA Sub-19 2018                                      | Sub-19    | Finlandia  | Fase de grupos | 2        | 0     |
| Fase de clasificación para la Eurocopa Sub-21 de 2021                          | Sub-21    | Hungría    | No clasificó   | 3        | 0     |

## Estadísticas

### Clubes
Actualizado al último partido jugado el 6 de noviembre de 2022.
| TPS Turku · Finlandia | 2.ª                 | 2015                | 10  | 2  | -  | - | - | - | 10  | 2  | 0.20 |
| TPS Turku · Finlandia | Total               | Total               | 10  | 2  | 0  | 0 | 0 | 0 | 10  | 2  | 0.20 |
| FC Inter Turku · Finlandia | 1.ª                 | 2016                | 2   | 0  | -  | - | - | - | 2   | 0  | 0.00 |
| FC Inter Turku · Finlandia | 1.ª                 | 2017                | 1   | 0  | 5  | 2 | - | - | 6   | 2  | 0.33 |
| FC Inter Turku · Finlandia | 1.ª                 | 2018                | 25  | 4  | 6  | 6 | - | - | 31  | 10 | 0.32 |
| FC Inter Turku · Finlandia | 1.ª                 | 2019                | 11  | 1  | -  | - | 1 | 0 | 12  | 1  | 0.08 |
| FC Inter Turku · Finlandia | Total               | Total               | 39  | 5  | 11 | 8 | 1 | 0 | 51  | 13 | 0.25 |
| Ekenäs IF · Finlandia | 2.ª                 | 2016                | 2   | 0  | -  | - | - | - | 2   | 0  | 0.00 |
| Ekenäs IF · Finlandia | Total               | Total               | 2   | 0  | 0  | 0 | 0 | 0 | 2   | 0  | 0.00 |
| PS Kemi · Finlandia | 1.ª                 | 2017                | 14  | 2  | -  | - | - | - | 14  | 2  | 0.14 |
| PS Kemi · Finlandia | Total               | Total               | 14  | 2  | 0  | 0 | 0 | 0 | 14  | 2  | 0.14 |
| IFK Mariehamn · Finlandia | 1.ª                 | 2020                | 22  | 14 | 4  | 0 | - | - | 26  | 14 | 0.54 |
| IFK Mariehamn · Finlandia | Total               | Total               | 22  | 14 | 4  | 0 | 0 | 0 | 26  | 14 | 0.54 |
| Djurgårdens IF · Suecia | 1.ª                 | 2021                | 8   | 0  | 5  | 0 | - | - | 13  | 0  | 0.00 |
| Djurgårdens IF · Suecia | 1.ª                 | 2022                | 3   | 0  | 2  | 0 | 2 | 0 | 7   | 0  | 0.00 |
| Djurgårdens IF · Suecia | Total               | Total               | 11  | 0  | 7  | 0 | 2 | 0 | 20  | 0  | 0.00 |
| FC Lahti · Finlandia | 1.ª                 | 2022                | 14  | 0  | 4  | 1 | - | - | 18  | 1  | 0.06 |
| FC Lahti · Finlandia | Total               | Total               | 14  | 0  | 4  | 1 | 0 | 0 | 18  | 1  | 0.06 |
| Total en su carrera | Total en su carrera | Total en su carrera | 116 | 23 | 26 | 9 | 3 | 0 | 145 | 32 | 0.22 |
| (1) Incluye datos de Copa de Finlandia. (2) Incluye datos de Liga Europa de la UEFA. (3) No incluye goles en partidos amistosos. |                     |                     |     |    |    |   |   |   |     |    |      |